# Condado de Douglas (Georgia)
El condado de Douglas (en inglés: Douglas County) es un condado del estado de Georgia, Estados Unidos. Según el censo de 2020, tiene una población de 144 237 habitantes.
Forma parte del área metropolitana de Atlanta (conocida como Metro Atlanta).
La sede de condado es Douglasville.
El condado fue fundado el 1 de octubre de 1870 y fue nombrado en honor a Stephen A. Douglas, el candidato presidencial demócrata en la elección de 1860.

## Geografía
Según la Oficina del Censo, el condado tiene un área total de 520 km², de la cual 518 km² son tierra y 2 km² son agua.

### Condados adyacentes
- Condado de Paulding (noroeste)
- Condado de Cobb (noreste)
- Condado de Fulton (sureste)
- Condado de Carroll (oeste)

## Autopistas importantes
- Interestatal 20
- U.S. Route 78
- U.S. Route 278
- Ruta Estatal de Georgia 92
- Ruta Estatal de Georgia 5
- Ruta Estatal de Georgia 166
- Ruta Estatal de Georgia 6
- Ruta Estatal de Georgia 61

## Demografía

### Censo de 2020
Según el censo de 2020, hay 144 237 personas, 51 024 hogares y 24 114 familias en el condado. La densidad poblacional es de 278 hab./km². Hay 53 885 viviendas con una densidad de 104 por kilómetro cuadrado. El 48,44% de los habitantes son afroamericanos, el 36,25% son blancos,  el 0,48% son amerindios, el 1,63% son asiáticos, el 0,08% son isleños del Pacífico, el 5,81% son de otras razas y el 7,31% son de una mezcla de razas. El 11,12% de la población son hispanos o latinos de cualquier raza.

### Censo de 2000
Según el censo de 2000, había 92 174 personas, 32 822 hogares y 24 911 familias en el condado. La densidad poblacional era de 462 personas por milla cuadrada (179/km²). En el 2000 había 34 825 viviendas, en una densidad de 175 por milla cuadrada (67/km²). La demografía del condado era de 77,28% blancos, 18,51% afroamericanos, 0,35% amerindios, 1,17% asiáticos, 0,02% isleños del Pacífico, 1,22% de otras razas y 1,44% de dos o más razas. 2,86% de la población era de origen hispano o latino de cualquier raza. 
La renta promedio para un hogar del condado era de $50 108 y el ingreso promedio para una familia era de $54 082. En 2000 los hombres tenían un ingreso medio de $38 204 versus $28 475 para las mujeres. La renta per cápita para el condado era de $21 172 y el 7,80% de la población estaba bajo el umbral de pobreza nacional.

## Ciudades y pueblos
- Douglasville
- Lithia Springs
- Villa Rica
- Winston